# Каплиця святого Іоанна Трогірського
Каплиця святого Іоанна Трогірського або Каплиця Івана Урсіні (хорв. Kapela Svetog Ivana Trogiranina) — каплиця у кафедральному соборі Св. Лаврентія у м. Трогірі, Хорватія. Збудована у XV столітті.
Примикає до стіни лівого нефа кафедрального собору і знаходиться навпроти південного порталу. Каплиця є цілісною спорудою із багатим і комплексним реєстром архітектонічної пластики, барельєфів та скульптур.
Каплиця небесного покровителя міста Трогіра, блаженного Іоанна, трогірського єпископа, вважається одним із найважливіших ранньохристиянських ансамблів на території Хорватії.

## Історія
Каплиця була створена як усипальниця свого замовника, єпископа Якова Турлона, який як високоосвічений церковний сановник, був і співавтором іконографічної програми, разом із самим автором, архітектором і скульптором Ніколою Флорентинцем (1430—1505), і, ймовірно, з видатним трогірським гуманістом та ерудитом Коріоланом Чіпіко. Ім'я Чіпіко згадується в угоді про будівництво, підписаної у 1468 році, в якій він представляє іншого архітектора родом із Албанії, Андрію Алеші (1425—1505).
Будівництво каплиці йшло повільно та продовжувалось три повних десятиліття. Однак, деякі скульптури були встановлені пізніше, у XVI столітті. Але програма будівництва не була повністю реалізована, оскільки постійно вносились зміни, а також не був створений запланований спочатку вівтар для каплиці. В епоху бароко відбулись зміни, після яких почали застосовувати барвистий мармур, і все-таки, початковий ренесансний проект виявився гармонічним і переконливим, що всі наступні зміни не зашкодили початковому задуму.
Зразком для будівництва каплиці послужив римський храм Юпітера, який входив до складу палацу Діоклетіана у Спліті, в якому помістився баптистерій кафедрального собору Св. Домнія. Целла колишнього храму вкрита касетним циліндричним склепінням, яке часто застосовувалося у ренесансному наслідуванні античної архітектури та архітектурної пластики.

## Опис

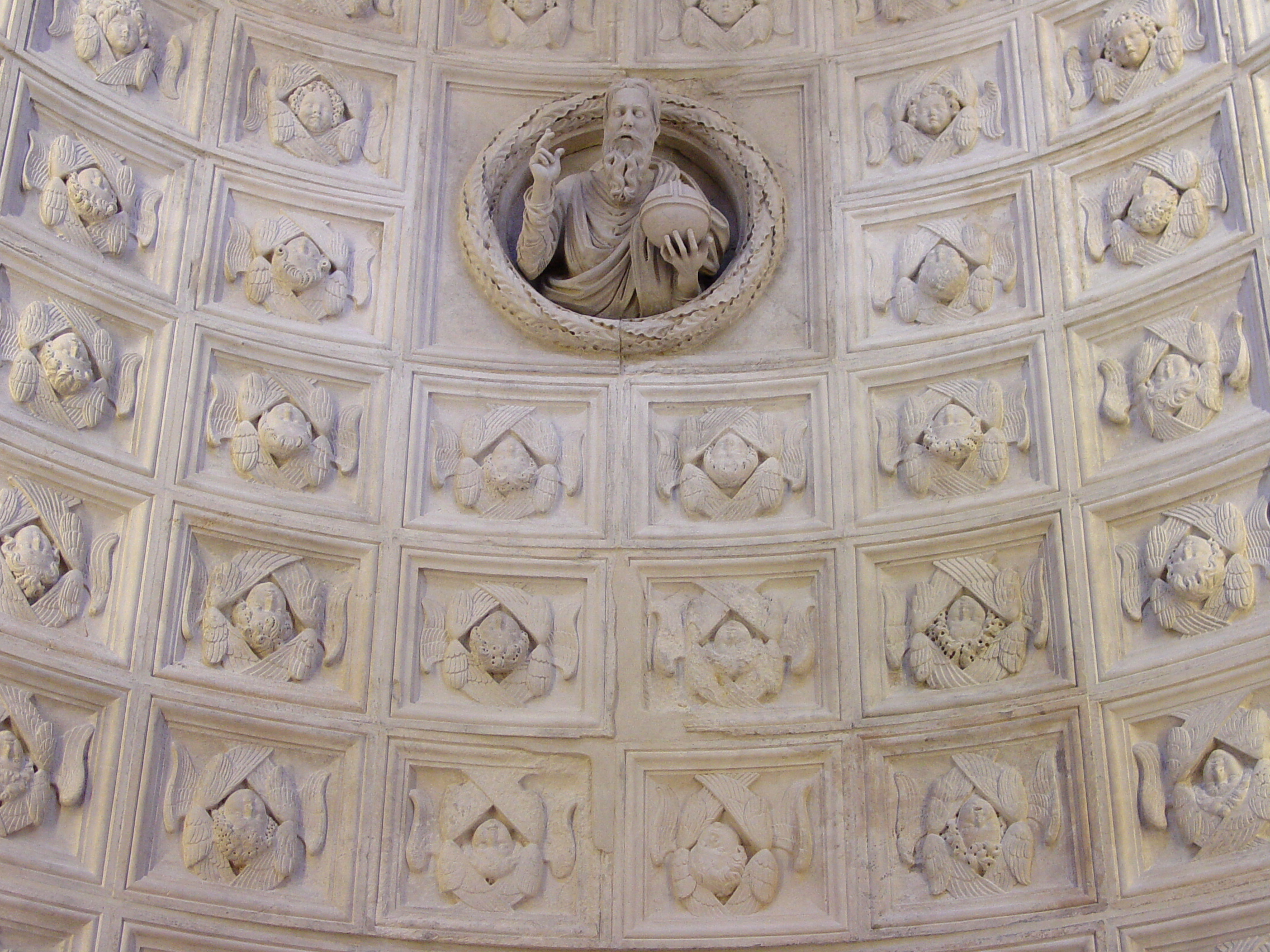
Нікола Флорентинець, погруддя Бога-Отця зі сферою у руці.

Південна частина каплиці простою аркою розкривається у простір собору. Товщига стін арки використана для дрібнорельєфних прикрас, які зображують свічники на високому постаменті — ці елементи є характерними для творчості Ніколи Флорентинця. Вздовж стін каплиці простягнулись постаменти, на яких спираються ніші зі статуями святих. На постаментах у порівняно дрібному рельєфі зображені янголи-факельники, що дивляться крізь напіввідриті двері, символізують потойбічний світ. На постаментах розташовані ніші зі скульптурами святих та апостолів. На більш вужчій фронтальній стіні знаходяться три ніші із скульптурами Богородиці, Ісуса Христа та святого Іоанна Хрестителя, які разом створюють іконографічний мотив Предстояння (Deisis). Над ними виступає декоративний карниз, який з усиллям підтримають оголеними путті. Над карнизом простягається пояс із кругливи віконцями, облямованими рельєфними кам'яними вінками. Ще вище виступає кінцевий фриз, на який спирається циліндричне склепіння із касетами у глибокому рельєфі. У кожній касеті зображена крилата голова ягола-серафима. У центрі склепіння, у великій касеті, величиною за чотири звичайні, знаходиться погруддя із зображенням Бога Отця зі сферою у руці (оригінальна робота Ніколи Флорентинця у каплиці замінена копією, що була виготовлена Ігнатієм Мацановичем, а сам оригінал зберігається у колекції кам'яної пластики Музею міста Трогіра). У люнеті, який із фронтальної сторони створює напівкругле склепіння, вирізаний барельєф, що зображує Христа, який коронує Богородицю в оточенні янголів.
У момент закінчення будівництва каплиці не були встановлені усі заплановані у проекті статуї святих та апостолів. Поряд із роботами Ніколи Флорентинця, серед яких виділяється Св. Павло, деякі статуї, наприклад, скульптуру Св. Ієроніма створив Андрія Алеші. Деякі інші скульптури були пізніше привезені з інших місць. А саме дві скульптури Івана Дукновича (1440—1514), скульптора епохи Ренесансу родом із Трогіра, який працював у Римі та Угорщині при дворі короля Матвія Корвіна. Його скульптура євангеліста Іоанна була сторена майстром у розквіті сил, тоді як, скульптура Св. Фоми ийшла трохи гіршою, бо була створена вже літнім майстром. Чотири статуї, які створив венеційський маньєристський скульптор Алессандро Вітторія (1525—1608), були придбані у 1559 році, проте вони були встановлені не у каплиці, а на вершині дзвіниці кафедрального собору.
Згідно із угодою, мармуровий вівтар із кольоровими інкрустаціями, створив майстер Зуанне Бічоджені у 1624 році. Лише у 1671 році на вівтар був перенесений готичний багатокольоровий мармуровий саркофаг блаженного Іоанна Трогірського, робота венеційських майстрів XIV століття. Саркофаг багатий на деталі готичного натуралізму, якими є митра лежачого блаженного, прикрашена дорогоцінним камінням і єпископський посох, оздоблений сріблом.
У 1738 році були придбані дві великі мармурові скульптури архангелів, роботи венеційського скульптора Джузеппе Торретто (1661—1743). Вони були встановлені з обох боків саркофага блаженного. Надгробна плита єпископа Турлона була прибрана з підлоги каплиці та замінена новою, оскільки у склепі каплиці покояться й інші трогірські єпископи. І підлогу замінили новим, виготовленим із плит різнокольорового мармуру. Вхід до каплиці отримав кам'яну огорожу із балюстрадою. Своїми габаритами та забарвленням барочні нововведення більше за все нашкодили трьом скульптурам Предстояння, перш за все центральному образу Христа, оскільки вони частково закрили ці твори мистецтва.